# フンツフェルトの戦い
フンツフェルトの戦いとは1109年8月24日にフンツフェルト（現在のヴロツワフの近郊）神聖ローマ帝国とポーランド王国の間で行われた戦い、ポーランド王国が勝利した。

## 戦闘
神聖ローマ皇帝ハインリヒ5世自らが軍を率いてボヘミアに侵攻した。これは前年行われたポーランド王国のボヘミア侵攻の報復だった。戦いはポーランドの勝利に終わった。戦場に打ち捨てられた死体を野犬たちがむさぼっていたという。